# Tergnier
Tergnier je francouzská obec v departementu Aisne v regionu Hauts-de-France. V roce 2011 zde žilo 14 135 obyvatel. Je centrem kantonu Tergnier.

## Sousední obce
Amigny-Rouy, Beautor, Condren, Frières-Faillouël, Liez, Mennessis, Travecy, Viry-Noureuil

## Vývoj počtu obyvatel
Počet obyvatel 